# Show Girl in Hollywood
Show Girl in Hollywood is een Amerikaanse muziekfilm uit 1930 onder regie van Mervyn LeRoy. Destijds werd de film in Nederland uitgebracht onder de titel Hollywood lief en leed.

## Verhaal
De zangeres Dixie Dugan wordt naar Hollywood gehaald om mee te spelen in een film. Onder impuls van regisseur Frank Buelow gaat Dixie zich al snel gedragen als een verwaten filmdiva. Haar temperament veroorzaakt op den duur zelfs de stopzetting van de filmproductie. Daardoor verknoeit ze de rentree van de vergeten filmster Donny Harris.

## Rolverdeling
| Acteur        | Personage             |
| ------------- | --------------------- |
| Alice White   | Dixie Dugan           |
| Jack Mulhall  | Jimmie Doyle          |
| Blanche Sweet | Donny Harris          |
| Ford Sterling | Sam Otis              |
| John Miljan   | Frank Buelow          |
| Virginia Sale | Secretaresse van Otis |
| Lee Shumway   | Kramer                |
| Herman Bing   | Bing                  |

## Filmmuziek
- I've Got My Eye on You
- Hang Onto a Rainbow
- There's a Tear for Every Smile in Hollywood
- Merrily We Roll Along
- Buy, Buy for Baby